# 우 딴
딴(버마어: သန့်), 우 딴(버마어: ဦးသန့်) 또는 우 탄트(U Thant, 1885년 1월 22일 ~ 1972년 11월 25일)는 버마(미얀마)의 외교관이자 제3대 유엔 사무총장(1961년 ~ 71년)을 지냈다. 그는 1961년 9월 추락사한 자신의 전임자 다그 함마르셸드의 후임으로 유엔 사무총장에 선출되었다.
두터운 신앙심이 있는 불교 신자이자 명상의 개업자로서 딴은 평화에 깊고 영구적인 위탁과 국제적 문제들을 해결하는 자신의 노력들에 지탱하는 데 다른 가치적인 특성들을 가져왔다.
딴은 거대한 종교 지도자들의 가르침의 실습적인 적용, 특히 예절 바르고 살기에 알맞은 사회를 형성하는 순서에서 사랑, 동정심, 포용력과 겸손을 포함한 도덕적이고 영혼적인 관점을 고용하는 데 강하게 믿어왔다.

## 학력
- 랑군 대학교 (1926~1928)

## 어린 시절

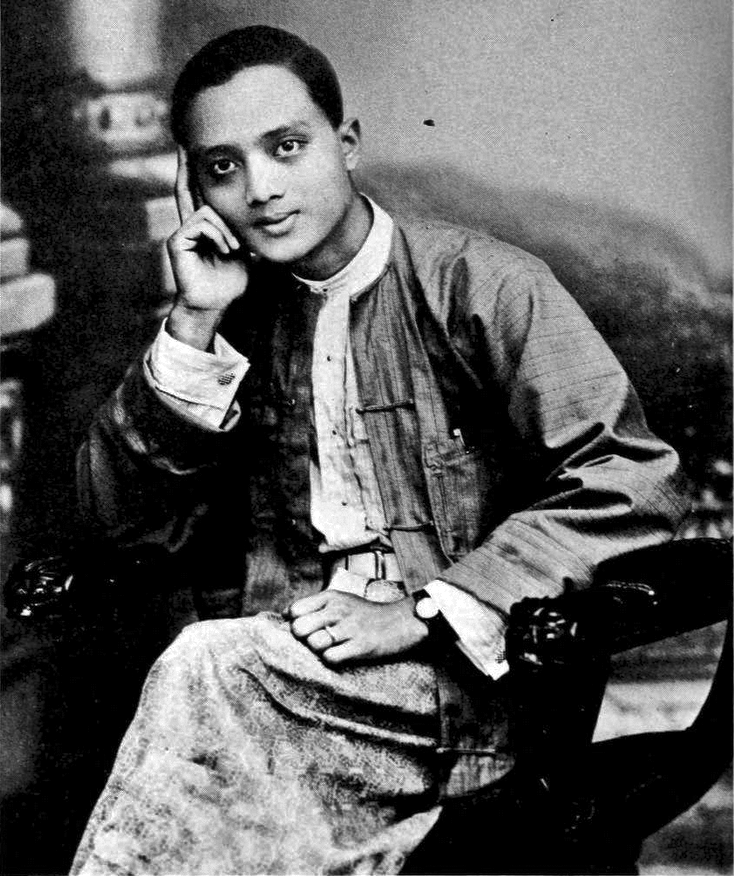
랑군 대학교 학생 시절의 우딴 (1927년)

판타나우에서 우 포 흐티트와 다우 난 타웅에게 태어났다. 유복한 지주이자 쌀 상인들의 가족에서 그는 4명의 아들 중 맏아들이었다. 그의 부친은 랑군에서 투리야 신문을 설립하는 도움을 주었으며, 또한 버마 연구 사회의 창립 일원이기도 하였다. 부친이 사망할 때 상속의 분쟁들의 일련이 딴의 모친과 그녀의 4명 자식들을 어려운 재정적 시간들로 강요하였다.
어린 나이에 딴은 저널리스트가 되기를 열망하였다. 그는 겨우 16세의 나이에 영어로 자신의 첫 기사를 발간하였다. 기사는 버마 보이 스카우트 협회의 간행물 〈버마 보이〉에 인쇄되었다.
그는 판타나우에 있는 국립 고등학교와 자신이 역사학을 전공한 랑군 대학교에서 교육을 받았다. 그는 20세의 나이로 1928년 졸업하였다.

### 교사 시절
대학 졸업 후, 딴은 판타나우로 돌아가 국립 학교에서 교사를 지냈다. 딴은 전 버마 교사 증명서 시험에서 1등을 하였다. 그는 25세 때 교장이 되었다.
그의 교사 직업으로부터 소득은 자신의 모친을 성원하는 도움을 주었고, 동생들이 자신들의 교육을 지속하는 데 허용하였다. 딴은 지방 교육장이자 이웃 지역 마우빈에서 온 훗날의 미얀마의 총리 우 누와 가까운 친구가 되었다.
교사에 추가로 딴은 정규적으로 필명 "틸라와" 아래 몇몇의 신문과 잡지들에 공헌하였다. 그는 유엔의 전신 국제연맹에 한권을 포함한 다수의 책들을 번역하였다.
딴의 친구 우 누는 1934년 법학을 전공하러 랑군 대학교로 돌아왔다. 이 일은 딴에게 교장에 추가로 학교 교육장의 역할을 취하는 데 기회를 주었다. 딴의 평판은 버마 학교 교과서 위원회, 국립 교육 회의와 버마 연구 사회에서 자신의 회원 자격을 통하여 교육자들 사이에 자라났다. 1935년 동안 그의 이름은 자신이 진취적인 국수주의 지도자 아웅 산과 함께 쓴 신문들로 편지들을 통하여 대중적인 관심을 받게 되었다.
딴은 다우 테인 틴과 결혼하여 딸 아예 아예 딴을 두었다.

## 공무원 시절

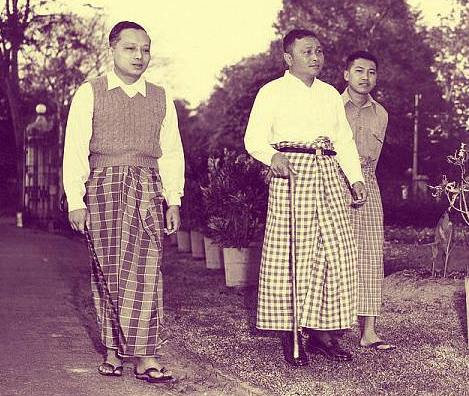
1955년 우 누와 함께

제2차 세계 대전이 일어날 때 버마가 일본군의 점령에 놓인 동안 딴이 교육 재결성 위원회의 서기관을 지냈던 때가 있었다. 그는 이 역할에 피곤하게 되어 판타나우에서 교사직으로 돌아갔다.
딴의 좋은 친구 우 누는 1945년 반국수주의 인민 자유 연맹(AFPFL)의 부회장이 되었다. 그는 딴에게 판타나우를 떠나 AFPFL의 지도자를 취하는 데 납득시켰다. 딴은 AFPFL을 위하여 정보부의 기자 계급의 우두머리로 곧 진급되었다.
딴은 누가 새롭게 독립한 버마의 총리가 될 때 자신의 역할에 가장 성공적이었으며, 누는 딴을 1948년 방송국의 국장으로 임명하였다. 이어진 해에 그는 정보부에서 버마 정부에 서기로 임명되었다.
1951년부터 1957년까지 딴은 총리에 서기였으며, 누를 위한 연설문들을 쓰고, 그의 외국 순방을 조정하며 외국 방문객들을 만났다. 그는 또한 다수의 국제 회의들에 참가하였다. 딴은 비동맹 운동을 탄생시킨 1955년 반둥 회의에서 서기였다. 딴은 버마의 정치적 정세에서 주요한 지도자였다. 이 전체의 기간 동안 그는 누의 가까운 절친한 친구이자 조언자였다. 누는 드물게 딴의 동의 없이 주요 결정을 이루었다.
1957년부터 1961년까지 딴은 버마의 영구적 유엔 대사였다. 그는 알제리의 독립에 협상들에서 활동적으로 관련되었다. 1960년 버마 정부는 그에게 기사 작위와 비슷한 피다웅수 시투 팅가하 훈장에 사령관으로서 ″마하 트레이 시투″라는 타이틀을 수여하였다.

## 3대 유엔 사무총장

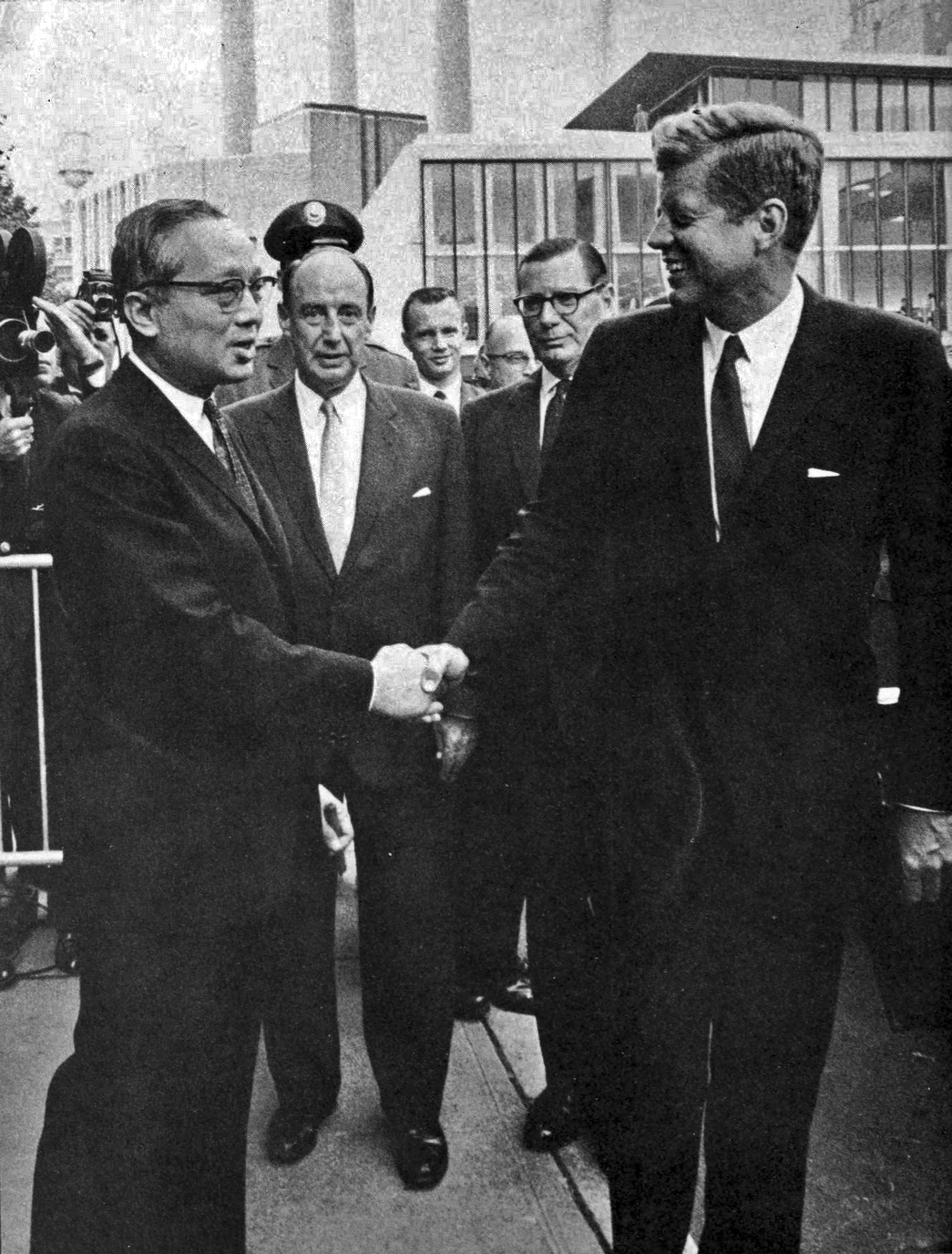
유엔을 방문한 케네디 대통령과 악수하는 우딴

딴은 1961년 11월 3일 유엔 사무총장의 대행을 지내기 시작하였다. 그는 추락사한 다그 함마르셸드의 끝나지 않은 기간을 채우는 데 유엔 안전보장이사회의 추천에 유엔 총회에 의하여 만장 일치로 임명되었다. 딴은 아시아인 최초로 유엔 사무총장에 임명된 것이다. 그는 1966년 11월 30일에 끝나는 직위의 기간을 위하여 1962년 11월 30일 유엔 총회에 의하여 만장 일치로 임명되었다. 이 첫 기간 동안 딴은 쿠바 미사일 위기를 해결하고, 콩고 내전을 끝내는 데 자신의 역할로 넓게 영예를 얻었다.
자신이 추구하지 않았어도 딴은 1966년 12월 2일 유엔 안전보장이사회의 만장 일치의 추천에 유엔 총회에 의하여 사무총장으로서 2번째 임기 기간을 위하여 임명되었다. 그의 직위 기간은 1971년 12월 31일 그의 퇴직까지 지속되었다. 직위에서 이 기간 동안 그는 유엔으로 새로운 아시아와 아프리카의 국가들의 유엔 가입을 주최하였고, 남아프리카공화국에서 아파르트헤이트의 견고한 반대 입장을 가졌다. 그는 또한 유엔개발계획, 유엔 대학교, 유엔 무역 개발 회의, 유엔 연구 사업소와 유엔 환경 계획을 포함한 많은 유엔의 개발과 환경의 기관들, 기금과 프로그램들을 설립하기도 하였다.
그는 예를 들어 1962년 예멘과 1968년 바레인에서 세간에 잘 알려지지 않은 중재 노력들을 통하여 많은 성공을 지도하기도 하였다. 각각의 경우에서 전쟁은 더욱 넓은 지방의 분쟁을 일으킬 것이라고 주장하면서, 전쟁을 방지한 딴의 조용한 중재였다.
자신의 2명의 전임자들과 달리 딴은 전부의 주요 세력들과 함께 연설의 기간들에 퇴직하였다. 1961년 그가 처음으로 임명될 때 소련은 3명의 사무총장의 트로이카 방식, 초강대국들 사이에 유엔에서 동등권을 어쩌다 유지할 각각의 냉전 국가를 대표하는 것에 주장하는 시도를 하였다. 딴이 재임명된 1966년으로 봐서 유엔 안전보장이사회는 만장 일치로 투표하여 사무총장직과 딴의 업무에 명확한 공헌인 그의 좋은 일들을 단언하였다.
1967년 이스라엘과 아랍 국가들 사이의 6일 전쟁, 프라하의 봄과 소련의 체코슬로바키아 침공, 그리고 1971년 방글라데시의 탄생으로 이끈 방글라데시 독립 전쟁은 유엔 사무총장으로서 그의 재직하던 동안 일어났다.
그는 1967년 이집트의 가말 압델 나세르 대통령으로부터 부탁으로 응답한 시나이반도로부터 유엔군을 철수시키는 데 동의함으로 미국와 이스라엘에서 넓게 비판을 받았다. 사실 인도와 유고슬라비아 같이 군인들을 공헌한 나라들은 이미 철수시키는 데 동의하였다. 딴은 마지막 분의 평화 노력에 카이로로 날아가 이스라엘과 전쟁을 하지 않도록 나세르를 설득시키는 데 노력하였다.
미국 정부와 그의 좋은 관계는 그가 베트남 전쟁에서 미국의 지휘를 공공적으로 비판할 때 빠르게 악화되었다. 미국과 베트남의 정부들 사이에 직접 평화적 교섭에서 그의 비밀적인 시도들은 결국적으로 린든 B. 존슨 행정부에 의하여 거절되었다.
딴은 어떤 흥미와 함께 불확실한 급송 목적의 보고들을 따라갔다. 1967년 그는 UFO들에 관하여 유엔 우주 공간 평화 이용 위원회에서 연설하는 데 미국의 대기 물리학자 제임스 맥도널드를 위하여 조정하였다.
1971년 1월 23일 딴은 사무총장으로서 3번째 기간을 위하여 자신이 유용할 것이 "결코 아니다"라고 절대적으로 공고하였다. 많은 주 동안 유엔 안전보장이사회는 12월 21일 딴의 뒤를 잇는 데 결국 쿠르트 발트하임에 결정하기 전에 후임자를 위한 추구에 정돈되었다.
유엔 총회에 자신의 작별 연설에서 딴은 그만둔 직위의 의무에 자신이 해방에 구제 단대기의 거대한 센스를 느꼈다고 말하였다. 딴을 칭찬한 12월 27일 경에 발간된 사설에 뉴욕 타임스는 "그의 퇴직 후 아직도 필요할 평화의 이 봉납된 남자의 지혜로운 상담"을 진술하였다. 사설은 "우딴의 해방"이라고 표제를 붙였다.

## 사망

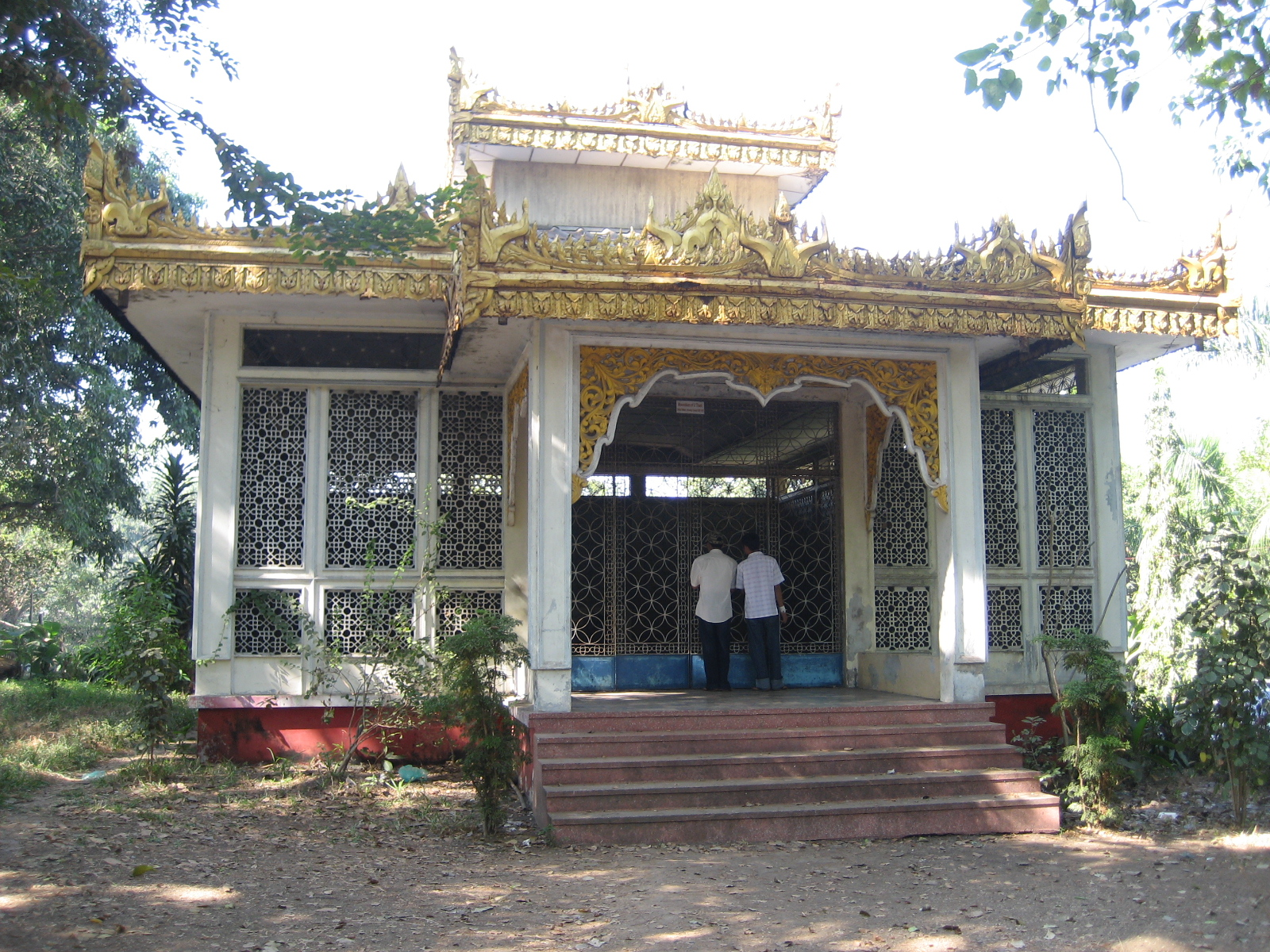
양곤 시웨다곤 파고다 도로에 있는 우딴의 묘비

1974년 11월 25일 뉴욕에서 폐암으로 사망하였다. 그는 자신의 딸 아예 아예 딴, 4명의 손자, 손녀와 3명의 증손자, 손녀에 의해 가계가 이어질 수 있었다.
이 당시 버마는 딴에게 비우호적이었던 군사 정부 하에 있었다. 당시 버마의 대통령 네 윈은 딴의 국제적 위업과 버마의 대중에 의하여 그에게 주어진 존경을 질투하였다. 윈은 또한 1962년 3월 2일 쿠데타에서 자신에 의하여 전복되어 온 누의 민주적 정부와 딴의 가까운 연결을 분개하였다. 윈은 딴이 아무 공식적 연루 혹은 장례식 없이 매장되기를 명령하였다.
뉴욕의 유엔 본부로부터 딴의 시신은 랑군으로 돌려보내졌으나 관이 도착할 때 공항에서 아무 의장대 혹은 고위 공무원들이 없었다. 즉 고국으로 돌아온 딴의 환영식에 아무도 참석하지 않은 것이었다.
12월 5일 딴의 장례식이 열린 날 수만명의 국민들이 자신들의 두드러진 동포에게 마지막 경의를 표하는 데 랑군의 거리에 줄지어 서있었다. 그의 관은 예정된 매장이 있기 전에 몇시간 동안 랑군의 키야이카산 경마장에서 진열되었다.
평범한 랑군 묘지에 매장을 위하여 떠나는 데 예정이 잡히기 겨우 전에 딴의 관은 그러고 나서 학생들의 단체에 의하여 강탈되었다. 학생 데모자들은 1962년 7월 8일 윈 장군이 다이너마이트 폭팔로 파괴시킨 랑군 대학교 학생 연합(RUSU)의 전 운동장에 딴을 안장하였다.
12월 5일부터 11일을 지나간 시기 동안 학생 데모자들은 RUSU의 운동장에 딴을 위한 일시적 대영묘를 세우고 반정부 연설을 하였다. 12월 11일 정부군은 캠퍼스를 강습하여 임시 변통의 대영묘를 지키던 어떤 학생들을 살해하고, 딴의 관을 옮겨 현재 아직 남아있는 시웨다곤 파고다의 언저리에 재안장하였다.
랑군 대학교 캠퍼스의 강습과 딴의 관의 강제적인 옮김을 들은 많은 국민들은 랑군의 거리에서 폭동을 일으켰다. 랑군과 그 주위를 둘러싸는 메트로폴리탄 지역들에 계엄령이 선포되었다. "우딴 위기"알려진 이 사건은 버마 정부에 의하여 쇄도되었다.

## 유산
유엔 대학교를 위한 딴의 전망은 집요한 지구촌 논쟁을 연구하고, 정치적과 문화적 둘다의 수준들에 국제적 이해를 흥행하는 목적과 함께 기구를 세우는 것에 연루되었다. 1975년 유엔 대학교는 결국 도쿄에서 설립되었다. 딴에게 유엔 대학교의 강의 시리즈의 봉납은 나누어진 지구촌 도전들을 연설에서 유엔의 역할을 여기는 아이디어들의 교환에 용기를 주는 데 대학의 지속된 노력들의 반영이다.
1978년 딴의 회고록 〈유엔에서 바라본 조망〉은 사후에 출간되었다. 최초의 공표자는 더블데이 출판사였다.
유엔 본부로부터 건너 이스트강에 있는 벨몬트 섬은 비공식적으로 우딴 섬으로 개명되었고, 고인이 된 사무총장의 유산으로 봉납되었다. 또한 말레이지아 쿠알라룸푸르에 있는 잘란 우딴은 그의 이름을 땄다.
딴의 단 하나의 손자 딴 민트 우는 역사가이자 유엔의 정치국에서 전 연장 공무원이다. 그는 또한 딴의 전기 일부에서 〈잃어진 발자국의 강〉의 저자이기도 하다. 2006년 딴 민트 우는 국제 평화 아카데미에서 동료였다. 그는 평화를 위하여 일하면서 조부의 선례를 따랐으며, 유엔 사무총장의 개혁, 논쟁 후의 평화를 건설하고 국제적 공동 협력을 강화하는 데 연구로 자신을 바쳤다.
딴의 딸 아예 아예 딴은 부친의 "하나의 세계" 철학을 추진하는 데 우딴 연구소를 창립하였다. 연구소의 활동들 중 하나는 문화들에 걸쳐 우정들을 흥행하고 있다.